# Associazione Sportiva Casale Calcio 2005-2006
Questa voce raccoglie le informazioni riguardanti l'Associazione Sportiva Casale Calcio nelle competizioni ufficiali della stagione 2005-2006.

## Divise e sponsor
| 1ª divisa |

## Rosa
| N. |                    | Ruolo | Calciatore                         |
| -- | ------------------ | ----- | ---------------------------------- |
|    | Italia (bandiera)  | A     | Diego Alessi                       |
|    | Italia (bandiera)  | P     | Graziano Battistini                |
|    | Italia (bandiera)  | C     | Claudio Bonomi                     |
|    | Italia (bandiera)  | D     | Andrea Capecchi                    |
|    | Italia (bandiera)  | P     | Michele Castagnone                 |
|    | Italia (bandiera)  | D     | Filippo Catenacci                  |
|    | Italia (bandiera)  | A     | Roberto Chiaria                    |
|    | Italia (bandiera)  | D     | Giacomo Chini                      |
|    | Italia (bandiera)  | D     | Maurizio Coletto                   |
|    | Italia (bandiera)  | C     | Daniele Dalla Bona                 |
|    | Italia (bandiera)  | P     | Marzio Dan                         |
|    | Brasile (bandiera) | A     | Luis Claudio Da Silva De Magistris |
|    | Nigeria (bandiera) | A     | Osarimen Ebagua                    |
|    | Italia (bandiera)  | D     | Samuele Emiliano                   |
|    | Italia (bandiera)  | A     | Vito Falconieri                    |

| N. |                    | Ruolo | Calciatore                       |
| -- | ------------------ | ----- | -------------------------------- |
|    | Italia (bandiera)  | A     | Emanuele Fiore                   |
|    | Italia (bandiera)  | C     | Vincenzo Friso                   |
|    | Ghana (bandiera)   | C     | Abdullah Fusseini                |
|    | Italia (bandiera)  | C     | Marcello Genocchio               |
|    | Italia (bandiera)  | D     | Claudio Grancitelli              |
|    | Italia (bandiera)  | A     | Simone Grillo                    |
|    | Italia (bandiera)  | C     | Andrea Iuliano                   |
|    | Italia (bandiera)  | C     | Alessio Maccagnan                |
|    | Nigeria (bandiera) | A     | Ikeciukwu Godspower (Ike) Nwigwe |
|    | Italia (bandiera)  | D     | Riccardo Pagliuchi               |
|    | Italia (bandiera)  | C     | Pietro Raffaele Panzanaro        |
|    | Italia (bandiera)  | C     | Maurizio Rinino                  |
|    | Italia (bandiera)  | A     | Gianluca Soragna                 |
|    | Italia (bandiera)  | D     | Cristian Zampella                |